# Comportament de la cerca
El procés de cerca d'informació és, juntament amb les sensacions i els pensaments de l'usuari que realitza la cerca i les condicions en les quals la realitza, l'objecte d'estudi principal del comportament informacional.
El comportament de la cerca d'informació es refereix als procediments de cerca que segueix un usuari per a satisfer una necessitat d'informació o per a resoldre alguna situació on sigui necessària la manipulació d'informació. Per a realitzar aquesta cerca, l'individu pot interaccionar amb qualsevol tipus de recurs o sistema d'informació com pot ser una pàgina web, un arxiu, una biblioteca o un diari.
La cerca d'informació pressuposa una manca informativa prèvia i un ús posterior de la informació. El comportament de la cerca d'informació estudia els procediments i les fases per les quals els usuaris a través de la cerca d'informació passen de tenir una necessitat d'informació a satisfer-la.

## Models
Aquests models intenten entendre i sistematitzar els procediments de solució de problemes utilitzant com a eina principal el pensament crític.

### Model de J. Krikelas (1983)
Segons el model de comportament en la cerca d'informació de J. Krikelas, la cerca de la informació pot variar en funció de la necessitat d'informació. El comportament parteix d'identificar un buit a la informació coneguda o a la informació rebuda. A partir d'aquí, hi ha una cerca a les fonts d'informació per intentar omplir aquest buit.

### Model de Brenda Dervin (1986)
El sensemaking de Brenda Dervin considera la cerca de la informació com una manera de connectar la necessitat de la informació i l'ús que es farà d'aquesta informació. Aquesta teoria es fonamenta en tres aspectes de la relació informació – usuari: La naturalesa de la informació, la naturalesa de l'ús de la informació i la naturalesa de la comunicació humana.

### Model de David Ellis (1989)
David Ellis basa la seva teoria en la conducta que tenen els usuaris de la informació quan interaccionen amb sistemes d'informació. La cerca en aquest cas no és un procediment, sinó un conjunt de comportaments que poden succeir-se de manera aleatòria.
Aquestes conductes són:
- Starting inici de les activitats que conformen la recerca de la informació
- Chaining encadenar la informació de les fonts d'informació inicials.
- Browsing recerca semi dirigida.
- Differentiating filtrat i selecció de la informació.
- Monitoring fer un seguiment d'un tema concret.
- Extracting. Extracció de la informació d'interès de les fonts.
- Verifiying. Comprovar l'exactitud de la informació obtinguda.
- Ending. Fer una cerca final per a comprovar tot el material

### Model de Carol C. Kuhlthau (1993)
El model de cerca d'informació de Carol C. Kuhlthau es basa en l'estudi del procediment natural que un usuari segueix quan busca la informació i quan l'utilitza. És un procediment de construcció pel qual els usuaris passen de la incertesa al coneixement.
Els factors principals són els sentiments i els pensaments de l'individu durant el 	procediment de recerca de la informació i com aquests influeixen en la resolució del problema.
Aquest procediment passa per les següents etapes: 
- Iniciació, és a dir, el conjunt de tasques inicials de la recerca. Kuhlthau relaciona aquesta etapa amb el sentiment d'incertesa.
- Selecció del tema de recerca segons qüestions com per exemple la disponibilitat d'informació, l'interès personal, les col·leccions de referència o els requisits del projecte. Relacionat amb el sentiment d'optimisme.
- Exploració, és a dir, la cerca entre la informació general disponible de possible informació útil. Aquesta etapa està relacionada amb els sentiments de confusió, dubte i frustració
- Formulació o selecció d'un focus informatiu. Aquesta etapa es relaciona amb la sensació de claredat.
- Col·lecció o recollida i organització de la informació. Etapa relacionada amb el sentiment de confiança.
- Presentació, etapa relacionada amb els sentiments d'alleujament, i satisfacció de decepció en funció dels resultats. En aquesta etapa es completa la informació.

### Model d'Elfreda Chatman (1999)
Elfreda Chatman va escriure la teoria de la vida en cercle, segons la qual els individus busquen o no la informació condicionats pel seu entorn, en funció de si els usuaris pertanyen o no a una societat on hi ha una visió comuna, normes socials, una visió en comú del món exterior i es construeix un seguit de tipus socials concrets.

### Model de Thomas D. Wilson (1999)
El model de comportament informatiu de Thomas D. Wilson està relacionada amb el cognoscitivisme, segons la qual estableix els conceptes de necessitat d'informació, comportament informatiu; comportament en la cerca processament i ús de la informació; i determina els mecanismes d'activació i les variables que intervenen en el procediment, així com els tipus de cerca. El comportament informatiu el concep com tot comportament humà relacionat amb els recursos i canals d'informació, incloent la recerca d'informació, activa i passiva i l'ús que l'usuari fa de la informació.